# Алма Річардс
Алма Вілфорд Річардс (англ. Alma Wilford Richards; нар. 20 лютого 1890 — пом. 3 квітня 1963) — американський легкоатлет, який спеціалізувався в стрибках у висоту, штовханні ядра, метанні диска та десятиборстві.

## Із життєпису
Олімпійський чемпіон зі стрибків у висоту (1912).
Чемпіон США зі стрибків у висоту (1913), штовхання ядра (1918) та багатоборства (1915). Срібний призер чемпіонату США зі штовхання ядра (1916). Бронзовий призер чемпіонату США з метання диска (1918).